# Jean Dika Dika
Jean Dika Dika (ur. 4 czerwca 1979 w Duali) – były kameruński piłkarz grający na pozycji obrońcy.

## Kariera klubowa
Jean Dika Dika jest wychowankiem Maritime Duala. Następnie szkolił się w hiszpańskim Atlético Madryt, jednak występował jedynie w rezerwach tego klubu. W 2000 roku trafił do Getafe CF, które występowało wtedy w Segunda División. W sezonie 2000/2001 rozegrał 17 meczów i strzelił 1 bramkę. Jego kolejnym klubem była drużyna União Lamas, a potem trafił ponownie do Hiszpanii, do Levante UD. W 2003 roku trafił do austriackiego LASK Linz, zaś karierę zakończył w FC Aszdod.

## Kariera reprezentacyjna
W reprezentacji Kamerunu Dika Dika zadebiutował w 2001 roku. W sumie w kadrze grał przez 2 lata. Zdążył pojawić się na boiskach międzynarodowych 5-krotnie.